# Xã Tyronza, Quận Crittenden, Arkansas
Xã Tyronza (tiếng Anh: Tyronza Township) là một xã thuộc quận Crittenden, tiểu bang Arkansas, Hoa Kỳ. Năm 2010, dân số của xã này là 3.088 người.